# Jonas Van Thielen
Jonas Van Thielen (Holsbeek, 27 april 1986) is een Vlaamse theateracteur. Hij is de zoon van Stev Van Thielen en Ann Mulders, allebei televisiemaker. Hij is de broer van Mik Cops, ook televisiemaker (bij het productiehuis De chinezen), en van Kathryn Cops, regisseur van Dagelijkse kost en sidekick van Jeroen Meus.

## Levensloop
Jonas was verschillende jaren leider bij de Scouts van Leuven.
Van Thielen studeerde in 2008 af aan het Lemmensinstituut in Leuven, waarna hij de '2 year Acting Course' volgde aan de London Academy of Music and Dramatic Art (LAMDA).
Na zijn debuutvoorstelling De Leeuw van Vlaanderen, een tribute en zijn tweede voorstelling Live Achievement, toerde hij rond met zijn derde solovoorstelling PSP/Peter Sellers Project/PlayStation Portable.
Hij speelde mee in de serie 16+ als Bert en verscheen ook in De laatste show en tweemaal in Mag ik u kussen?. Hij was verder te zien in het reportageprogramma Ten oorlog en de tv-serie Vriendinnen. In 2018 maakte Van Thielen ook zijn intrede in de tv-serie  Tegen de sterren op. Sinds november 2019 speelt hij Zwarte Piet in Dag Sinterklaas op Ketnet.
Van Thielen regisseerde in 2022 ‘Stilte AUB!’ in KTg Uilenspiegel te Diest. Het was één van zijn meesterwerken waarbij er steeds lovende kritieken werden gegeven onder meer door Het Laatste Nieuws.
In 2023 toerde hij samen met Guga Baul in een reis doorheen het Vlaamse televisielandschap van de jaren 1980 en '90, genaamd 'Badje vol met stroop'. Rode draad is hun oppergod Urbanus, van wie ze een film vertellen, Hector of Koko Flanel. Ze brachten een ruime keus aan grappige weetjes uit televisie-makend Vlaanderen, waarbij Baul de stemmen-imitaties deed en Jonas zijn chocoverslaving cultiveerde.